# Посолство на България в Берлин
Посолството на България в Берлин е официална дипломатическа мисия на България в Германия. Посланик от 2012 до 2017 г. е Ради Найденов.
То е разположено на ул. „Mauerstraße“ 11. Връзки с посолството: Tel. 030 – 201 09 22 /26/; Fax 030 – 208 68 38; E-Mail: info@botschaft-bulgarien.de.

## Дипломатически агенти/Пълномощни министри на България в Германската империя
- Никифор Никифоров – 1904 – 1910
- Иван Стефанов Гешов – 1910 – 1914
- Петър Марков – 1914 – 1915
- Димитър Ризов – 1915 – 1918
- Стефан Никифоров – 1918, временно управляващ

## Пълномощни министри на България във Ваймарската република
- Досю Досков – 1920 – 1923
- Светослав Поменов – 1923 – 1925
- Методий Попов – 1925 – 1931

## Пълномощни министри на България в Третия райх
- Светослав Поменов – 1931 – 1934
- Тодор Христов – 1935
- Дечко Караджов – 1937 – 1938
- Първан Драганов – 1938 – 1942
- Славчо Загоров – 1942 – 1944

## Посланици на България в ГДР
- Георги Костов – 1950 – 1954
- Христо Боев – 1954 – 1957
- Кирил Драмалиев – 1957 – 1958
- Васил Василев – 1958 – 1962
- Руси Христозов – 1962 – 1963
- Данчо Димитров – 1963 – 1966
- Иван Бъчваров – 1966
- Иван Даскалов – 1967 – 1971
- Марий Иванов – 1971 – 1976
- Пеню Кирацов – 1976 – 1979
- Вълчо Найденов – 1979 – 1986
- Петър Междуречки – 1986 – 1990

## Посланици на България във ФРГ
- Петър Междуречки – 1974 – 1978
- Константин Козмов – 1978 – 1983
- Георги Евтимов – 1983 – 1990

## Посланици на България в Германия
- Стоян Сталев – 1991 – 1997
- Николай Апостолов – 1998 – 2004
- Меглена Плугчиева – 2004 – 2009
- Иво Петров – 2009 – 2012
- Ради Найденов – 2012 – 2018
- Елена Шекерлетова – от февруари 2019

## Други представителства на България в Германия
- Генерално консулство в Мюнхен
- Дипломатическо бюро в Бон